# Веласкські договори

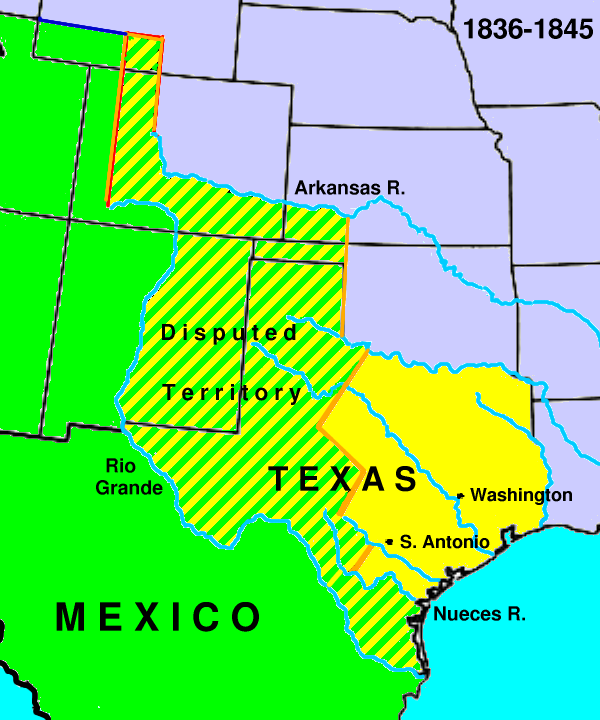
Мексиканська провінція Техас (жовта) та територія, яку республіка Техас отримала за договором (заштрихована)

Веласькські договори (англ. Treaties of Velasco, ісп. Tratado de Velasco) — два договори, підписані в місті Веласко (Техас) 14 травня 1836 року між Мексикою і бунтівною республікою Техас після Битви при Сан-Хасінто (21 квітня 1836 року). Сторони, що підписали договір, були представлені тимчасовим президентом Техасу Девідом Барнетом і мексиканським генералом та президентом Мексики Антоніо Лопесом де Санта-Анною. Договори намічали завершення військових дій між ворогуючими сторонами і пропонували перші кроки назустріч офіційному визнанню незалежності Республіки Техас.
Були підписані відкритий і секретний договори. Проте, договори ніколи не були ратифіковані мексиканським урядом.

## Відкритий договір
Відкритий договір складався з десяти статей і повинен був бути опублікований негайно:
1. Особисте зобов'язання Санта-Анни не братися за зброю, не потурати застосуванню зброї проти жителів Техасу в цій війні за незалежність.
2. Припинення військових дій на морі і на суші між Техасом і Мексикою.
3. Мексиканські війська повинні покинути територію Техасу, передислокуючись на південь від Ріо-Гранде (Ріо-Браво-дель-Норте).
4. Мексиканські війська повинні утриматися від відняття майна без відповідної компенсації під час їх відступу.
5. Все майно (включаючи коней, велику рогату худобу, чорних рабів і т. д.), захоплене Мексикою під час війни повинно бути повернено.
6. Дві армії повинні уникати контактів, зберігаючи дистанцію в 5 ліг (приблизно 25 км).
7. Мексиканська армія повинна відступити без зволікання.
8. Депеші повинні бути відправлені командувачам обох армій, інформуючи їх про зміст договору.
9. Мексика повинна відпустити всіх техаських полонених, а Техас повинен відпустити таку ж кількість мексиканських полонених того ж рангу; решта всіх полонених мексиканців мала утриматися Техасом.
10. Санта-Анна повинен бути перевезений до Веракруса як тільки він визнає це відповідним.

## Секретний договір
Секретний договір не мав бути опублікований до того часу, поки відкритий договір не буде повністю задоволений.
1. Особисте зобов'язання Санта-Анни не братися за зброю, не потурати застосуванню зброї проти жителів Техасу в цій війні за незалежність.
2. Санта-Анна повинен віддати наказ усім мексиканським військам відступити з Техасу якнайскоріше.
3. Санта-Анна повинен зробити розпорядження в Мехіко, щоб делегація Техасу була добре прийнята, улагоджені всі розбіжності і визнана незалежність.
4. Договір про торгівлю, дружбу і межі повинен бути підписаний між Мексикою і Техасом, виходячи з того, що територія Техасу тягнутиметься до Ріо-Гранде, але не далі.
5. Уряд Техасу повинен забезпечити негайну відправку Санта-Анни у Веракрус.
6. Обидві копії документа повинні зберігатися згорнутими і запечатаними до завершення переговорів, потім вони повинні бути передані Санта-Анні. Документи не могли бути використані або опубліковані до того часу, якщо тільки одна з сторін не зуміє дотриматися їх умов.

## Недотримання договору Мексикою
Хоча генерал Вісенте Філісола почав виведення військ 26 травня, уряд президента Хосе Хусто Корро в Мехіко 20 травня вирішив самоусунутися від всіх зобов'язань, узятих Санта-Анною, поки він знаходився в полоні. Позиція Мексики полягала в тому, що Санта-Анна не мав юридичних прав приймати ті умови; позиція Санта-Анна — або принаймні, що він заявляв пізніше, повернувшись до Мексики — що він підписав документи під примусом, будучи військовополоненим, а не капітулюючим генералом відповідно до законів ведення війни. Дійсно, згідно з мексиканською конституцією він не мав повноважень підписувати договір, та й у будь-якому разі договір не був ратифікований мексиканським урядом.

## Недотримання договору Техасом
Санта-Анна не був відпущений у Веракрус. Він залишався військовополоненим («закутий в кайдани на 6 місяців», говорив він пізніше) у Веласко і пізніше в Орісимбо, після чого був відправлений до Вашингтону (США) для зустрічі з президентом Ендрю Джексоном (нібито для обговорення міцного миру між Мексикою і Техасом, в якому США виступали посередником). Відпливаючи на американському фрегаті «Піонер», гість американського флоту, Санта-Анна не повертався у Веракрус до 23 лютого 1837 року.

## Підсумки
Оскільки умови відкритого договору не були виконані, умови секретного договору залишалися неопубліковані протягом тривалого часу. Незважаючи на незалежність Техасу, що відбулася де-факто з середини 1836 року, його подальшу анексію Сполученими Штатами Мексика формально не визнавала аж до Договора Гуадалупе Ідальго, який завершив Американо-мексиканську війну, яка відбулася у значній мірі через цю анексію. Договір Гуадалупе Ідальго встановлював американо-мексиканську межу по річці Ріо-Гранде (Ріо-Браво-дель-Норте).